# 外巖村
外巖村（：／ Oeam-maeul）是建於朝鲜王朝的傳統村落，位於現大韩民国忠清南道牙山市。村落保有朝鮮王朝建築與習俗，2011年獲列联合国教育、科学及文化组织世界遗产預備名單。大韓民國國內則在2000年將其指定為重要民俗資料（現國家民俗文化遺產）。

## 歷史
村落由姜氏與睦氏家族建於16世紀早期。在16世紀朝鮮明宗統治時期，高官李挺遷居至此，禮安李氏便世居於此。李挺的六世孫李柬号巍巖（외암），村落由此得名外巖。一說村落有名為時興的驛站之馬匹餵養間，稱，由得名外巖。

## 特徵
2011年，村落有192人居住於69戶，其中38戶從事農業活動。村落保有朝鮮王朝時期布局，其建築體現朝鮮王朝社會結構。近半數建築的屋頂覆有茅草，居住者每年都會以傳統方式重新鋪設。房屋為被石牆所包圍。
村落東北面為雪華山腳，東南面為鳳首山。聚居地呈橢圓形，位於連接兩山的假想線上。房屋朝向西南偏南。有一條主路與數條支路相接。村落西部有耕地，有溪流從村落間流過。此即典型的朝鮮王朝村落布局。外巖村的特別之處在於村中有數條水道將房屋的庭園與溪流相連。庭園具當時朝鮮半島庭園的特色。
村民們保有受國家保護的朝鮮王朝儀禮與習俗，還會製作煎豆包等當地特色食物。

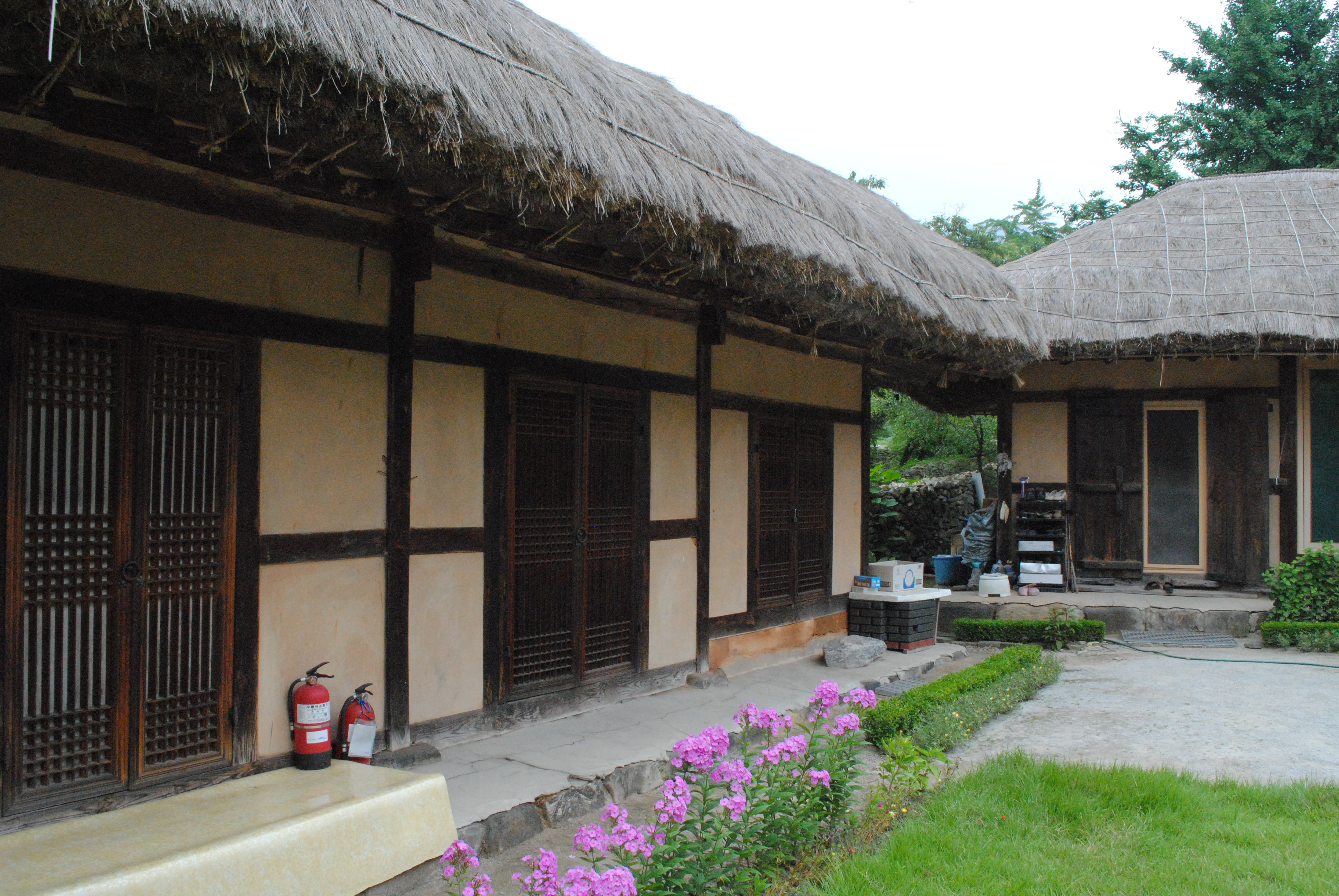
當地韓屋
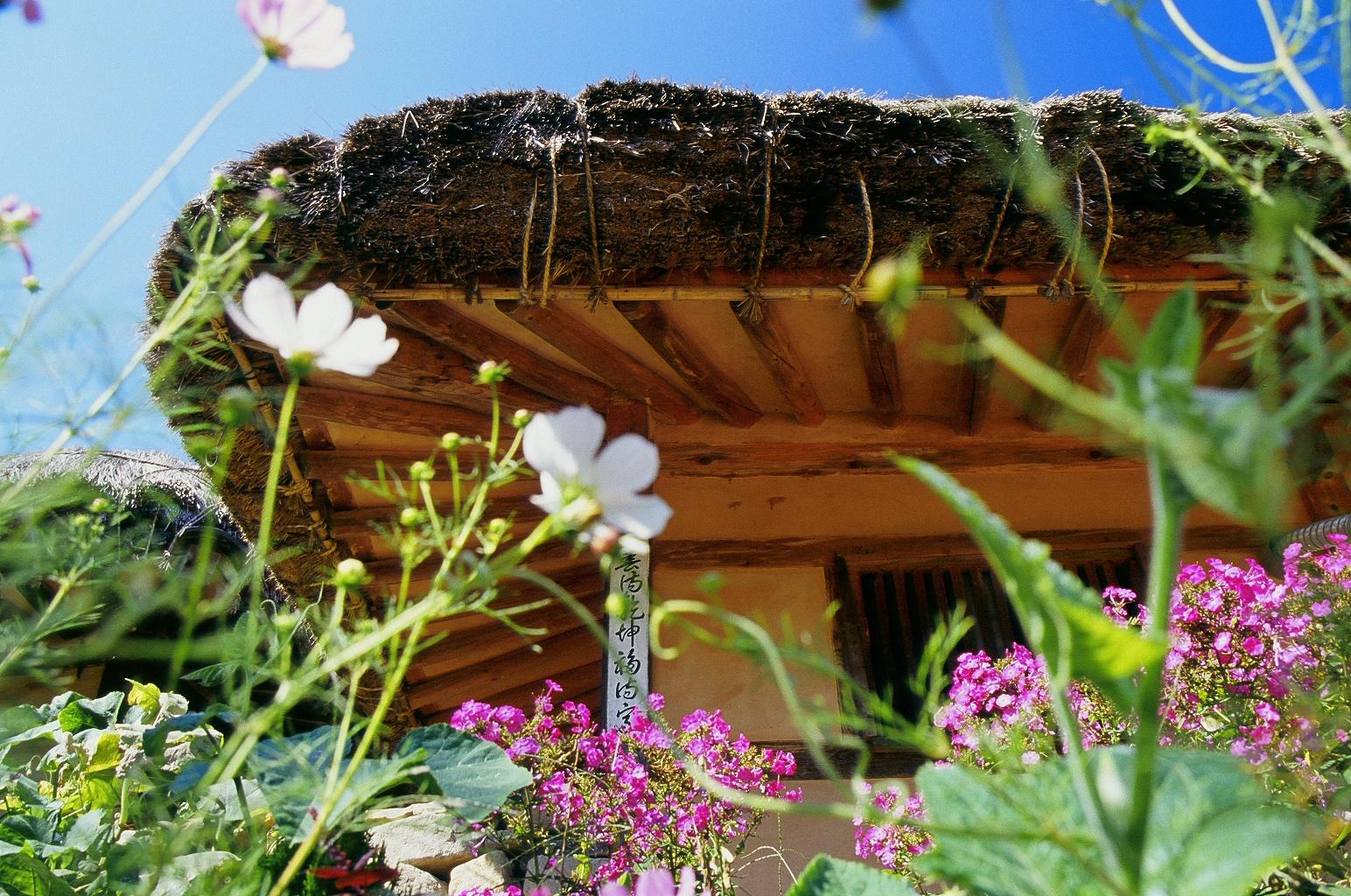
屋簷下的庭院花圃
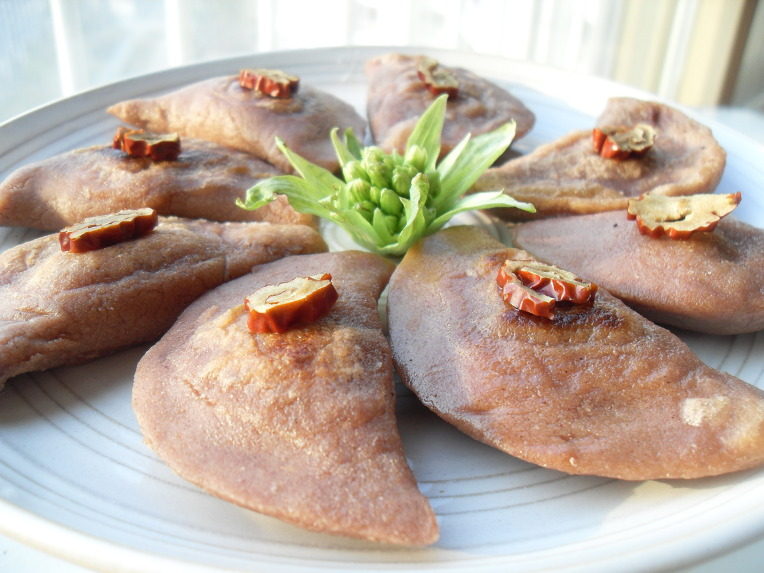
煎豆包

## 流行文化
村莊為多部影視作品取景地，如（2004年）、《醉畫仙》（2002年）、《林巨正》（1996年）。